# Zhao Shuxia

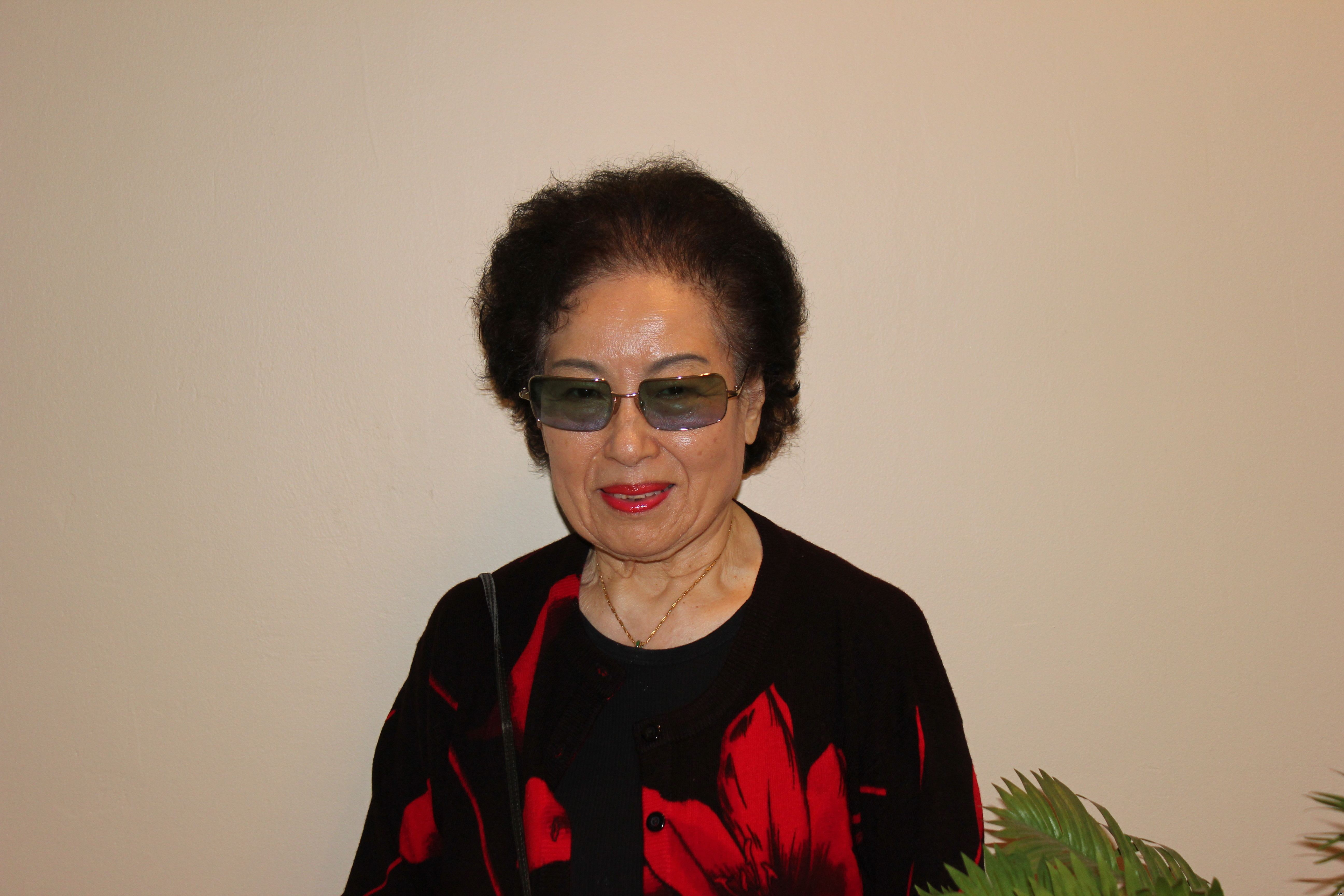
Zhao Shuxia (2012)

Zhao Shuxia (chinesisch 趙淑俠, Pinyin Zhào Shūxiá, auch Susie Chen; * 30. Dezember 1931 in Peking) ist eine chinesische Autorin.

## Leben
Zhao Shuxia stammt aus einer mandschurischen Landbesitzerfamilie, war verheiratet mit Chen Yannian (Physiker), lebte von 1961 bis 2001 in der Schweiz und seit 2001 in den USA. Sie nutzt auch einen westlichen Vornamen und den Familiennamen ihres Mannes (Susie Chen).
Zhao ist die Gründerin und Ehrenvorsitzende der Association of Chinese language writers in Europe. Sie publizierte in chinesischer Sprache Erzählungen, Romane und Essays über auslandschinesische Erfahrungen in Europa. Zwei Erzählbände (Traumspuren 1987, Der Jadering 1988) und ein Roman (Unser Lied. Band 1, 1996) liegen in deutscher Übersetzung vor. In den 1980er und 1990er Jahren war sie eine der bekanntesten chinesischsprachigen Autoren Europas.

## Werke (Auswahl)
- Traumspuren. Kai Yeh, Köln 1987, ISBN 3-923131-24-0 (Erzählband).
- Der Jadering. In: Landbote. 4, 25. Januar 1988 (Erzählband, übersetzt von Heiner Klinge).
- Sai Jinhua. Beijing Shiyue Wenyi Chubanshe, Peking 1990, ISBN 7-5302-0173-5 (chinesisch).
- Unser Lied. Kai Yeh, Köln 1996 (Roman).